# Set de instrucțiuni
Setul de instrucțiuni reprezintă o listă a tuturor instrucțiunilor pe care le poate executa un procesor. Arhitectura setului de instrucțiuni reprezintă partea din arhitectura unui calculator care reprezintă interfața prin care acesta poate fi programat, și conține tipuri de date, instrucțiuni, registre, modurile de adresare, arhitectura memoriei, rutinele de tratare a întreruperilor și excepțiilor, și intrările și ieșirile standard. Arhitectura setului de instrucțiuni conține și o specificație a codurilor operațiilor, comenzile native implementate de o anume unitate de procesare.
Arhitectura setului de instrucțiuni este diferită de microarhitectură, setul de tehnici de proiectare folosite pentru implementarea efectivă a setului de instrucțiuni. Aceeași arhitectură a setului de instrucțiuni poate fi implementată de procesoare cu microarhitecturi diferite. De exemplu, Intel Pentium și AMD Athlon implementează ambele versiuni aproape identice ale setului de instrucțiuni x86, având însă detalii de proiectare (microarhitectură) foarte diferite.